# Mara Salvatrucha

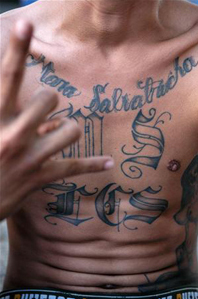
Mara-Salvatrucha-Mitglied mit eintätowiertem Namen

Unter dem Begriff Mara Salvatrucha (auch kurz MS-13, MS oder nur Mara genannt) wird eine Vielzahl von Banden zusammengefasst, die in Nord- und Mittelamerika agieren. Ihre Mitglieder sind zumeist lateinamerikanischer Herkunft. Als erstes Land der Ursprungsmitglieder gilt El Salvador.
Die Mara Salvatrucha gilt als aggressiver und gewaltbereiter als die meisten anderen Banden. Die Mitgliederzahl lag Schätzungen zufolge im Jahr 2005 zwischen 50.000 und 100.000.

## Geschichte
Der Ursprung liegt in den jeweiligen lateinamerikanischen Ländern und deren sozialen Verhältnissen. Viele der lateinamerikanischen Länder lagen jahrelang im Bürgerkrieg.
In diesen Zeiten flüchteten zahlreiche Lateinamerikaner in die USA. In den 1960er-Jahren bildeten sich zudem sogenannte Schulmaras, die für die jeweiligen Belange ihrer Schule kämpften. Dabei kam es vor, dass sich Maras unterschiedlicher Schulen trafen, um sich zu bekriegen. Diese anfänglichen Maras waren aber weniger gewalttätig als die heutigen Maras und lösten sich wieder auf. Während der 1980er-Jahre existierten immer wieder lose Zusammenschlüsse von Oppositionsmitgliedern und Aufständischen, die eine Art Mara gründeten, aber auch solche Bündnisse lösten sich später wieder auf. Während der Bürgerkriegszeiten wurden Vereinigungen von Oppositionsbefürwortern und Aufständischen immer wieder mit Gewalt niedergeschlagen.
In den USA machten die Immigranten Erfahrungen mit den dortigen Gangs. Dabei handelte es sich hauptsächlich um die Crips, Bloods, Nuestra Familia, Mexican Mafia und die 18th Street Gang, die in den lateinamerikanischen Staaten später den Namen Mara 18 erhielt.
Die Gründung der Mara Salvatrucha (MS-13) Anfang der 1980er Jahre fand im Seoul International Park, einem Spielplatz in Los Angeles, statt (34° 3′ 13,4″ N, 118° 18′ 3,5″ W), welcher an der Ecke San Marino und Irolo Street liegt. Die von Kindern und Jugendlichen gegründete Bewegung wurde anfangs als Versuch verstanden, sich gegen die Gewalt der vorherrschenden Gangs zu schützen, doch härtete sie die Erfahrung auf den Straßen zunehmend ab. Die Zahl 13 weist neben dem Hinweis auf die 13. Straße (34° 2′ 0,3″ N, 118° 19′ 55″ W), die im heutigen Gebiet der MS-13 liegt, auch auf die Zugehörigkeit zu den Sureños hin. Das bedeutet, dass die Gang aus dem südlichen Raum Kaliforniens bzw. aus Los Angeles stammt. Es wird im Allgemeinen zwischen den Gangs der Norteños – aus dem Norden Kaliforniens – und den Gangs der Sureños unterschieden. Meistens sind diese Gangs aufgrund ihrer unterschiedlichen Zugehörigkeit untereinander verfeindet. Die anfängliche Intention, sich durch die Gang zu schützen, wurde schon bald durch offensive Gewalt abgelöst. Hauptgründe hierfür waren Armut, Arbeitslosigkeit, Diskriminierung und somit die geringen Zukunftschancen der Flüchtlinge in den USA.
Im Zuge der Null-Toleranz-Strategie der USA wurden ausländische Jugendliche, die straffällig geworden waren, bei den kleinsten Vergehen in ihre Heimatländer abgeschoben. Mitte der 1990er-Jahre wurden so tausende Jugendliche in ihre lateinamerikanischen Heimatländer abgeschoben. Die ausgewiesenen Jugendlichen schlossen sich zum Teil den vorherrschenden Maras in Lateinamerika an oder gründeten ihre eigenen Maras. Innerhalb kürzester Zeit vervielfachte sich die Mitgliederzahl der Mara Salvatrucha. Gleichzeitig kam es zu einer „US-Amerikanisierung“ der Maras, das heißt Kleidungsstil, Sprachgebrauch und die Führung der Mara an sich wurden von den US-amerikanischen Vorbildern abgeschaut und kopiert.
Die Gründe für die Entstehung der heutigen Maras liegen vorwiegend im sozialen, politischen und geschichtlichen Bereich der jeweiligen Länder. Obwohl in vielen lateinamerikanischen Ländern im 21. Jahrhundert Fortschritte erzielt wurden, ist die Armutsquote immer noch hoch. In den USA befanden sich 2013 rund 400.000 honduranische, eine Million salvadorianische und 1,2 Millionen guatemaltekische Migranten.

## Allgemein

### Betätigungsfeld

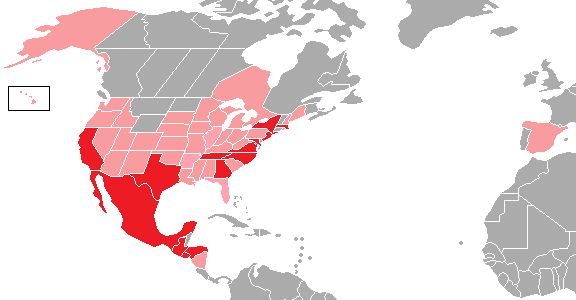
Staaten mit Anwesenheit von „Mara Salvatrucha“-Banden
,

Die Anhänger dieser Gruppierung sind größtenteils männlich, zwischen 11 und 40 Jahre alt und kommen aus Lateinamerika (Ecuador, Guatemala, Bolivien, El Salvador, Honduras, Mexiko und Venezuela). Die Gang verdient ihr Geld mit Waffenhandel, Prostitution, Drogenhandel, Autoschieberei, Menschenhandel, Diebstahl und der Erhebung von Wegezöllen in ihrem Revier. Ein Großteil des täglichen Lebens ist vom Kampf gegen die feindlichen Maras, insbesondere die Mara 18, geprägt. Die MS-13 hat inzwischen ein Netzwerk aufgebaut, das den ganzen amerikanischen Kontinent abdeckt. Mitglieder der MS-13 agieren neben Lateinamerika und den USA auch in Kanada und verstärkt in Mexiko. Auf den Straßen kommt es immer wieder zu gewalttätigen Übergriffen gegenüber der Polizei und den privaten Sicherheitskräften.

### Strukturen
Die Maras bestehen in der untersten Ebene aus den sogenannten Clikas, je nach Schätzung bestehen diese aus zehn bis 70 Mitgliedern. Die Clika ist der erste Bezugspunkt des Mareros. Dabei kontrollieren die Clikas meist Straßenzüge und Viertel, unter Umständen sogar ganze Städte.
An der Spitze steht in den meisten Fällen ein Anführer. In El Salvador wird dieser als palabrero und in Honduras als big palabra bezeichnet. Dabei gibt es auch Maras, in denen die Anführerschaft zeitlich begrenzt ist und ständig wechselt. Die meisten Clikas sind mit dem Straßenviertel oder ihrem Revier sehr eng verbunden und bezeichnen es als Barrio.

## Symbolik

### Name
Der Name setzt sich zusammen aus Mara, wobei das Wort „Mara“ umgangssprachlich für Bande oder Gang benutzt wird. Auch viel diskutiert wird die Herkunft von der Ameisenart Marabunta (Wanderameisen) der Gattung Ecitonae. Diese Ameisenart fällt schlagartig in ein Gebiet ein und vernichtet alles, was auf ihrem Weg liegt. Salva steht für Salvadorianer und trucha (spanisches Slang-Wort für „wachsam“, „intelligent“, „bereit“). Die „13“ nimmt Bezug auf den 13. Buchstaben im Alphabet, das „M“, die Initialen für Mafia Mexicana (mexikanische Mafia).  Gerne wird Salvatrucha auch einfach als „Salvadorianische Gang“ übersetzt.

### Erkennungszeichen

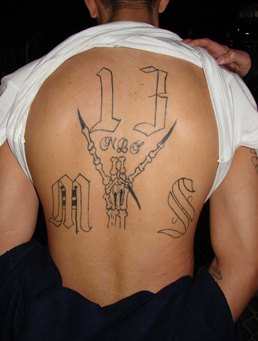
Die Tätowierung zeigt die Zugehörigkeit zur Bande

Die Mitglieder tragen meistens eine Tätowierung, die den Buchstaben „M“ oder die Buchstaben „MS“ enthält. Gesehen wurden aber auch schon Tattoos, auf denen „salvadorian pride“ zu lesen war sowie die Zahl 13, da die 13 dem Buchstaben „M“ im Alphabet zugeordnet werden kann – sie taucht auch bei vielen anderen südamerikanischen Gangs auf. Die Tattoos tragen dazu bei, sich von den feindlichen Maras und der Mehrheitsgesellschaft abzugrenzen. Ein Tattoo in Form einer Träne steht meist für die Anzahl der vom jeweiligen Mitglied durchgeführten Morde oder für den Tod eines befreundeten Mara-Mitgliedes. Allgemein werden auch Tattoos mit dem Schriftzug „vida loca“ verwendet, was für das verrückte Leben innerhalb der Mara steht.
Zur Abgrenzung eines Viertels oder Straßenblocks, das bzw. den die Mara kontrolliert, werden Graffiti in Form eines MS-Zeichens oder Ähnliches benutzt, was auf die Zugehörigkeit zur Mara Salvatrucha schließen lässt.
Ein weiteres Erkennungsmerkmal ist auch der Handgruß: Ein mit den Fingern geformtes „M“, das nach unten deutet.

## Staatliche Interventionen
Die meisten staatlichen Maßnahmen zur Bekämpfung der Maras lassen sich unter der „Politik der harten Hand“ (Manos Duras) zusammenfassen. Präventions- und Reintegrationsmaßnahmen werden von Seite der zentralamerikanischen Staaten aus nur in geringem Umfang betrieben. Die „Politik der harten Hand“ lässt sich zum größten Teil von der amerikanischen Zero-Tolerance-Strategie ableiten. Dabei werden in den USA straffällige ausländische Mitglieder einer Bande bei kleinsten Vergehen in ihre Heimatländer abgeschoben.

### Honduras
Honduras leitete als erstes lateinamerikanisches Land Maßnahmen zur Bekämpfung der Maras ein. Bei der Antrittsrede des honduranischen Präsidenten Ricardo Maduro sprach sich dieser für eine Null-Toleranz-Politik gegenüber Kriminellen aus. Zuerst wurden die Viertel systematisch nach Mara-Mitgliedern unter Einsatz von tausenden Polizisten durchsucht. Seit August 2003 wurden die repressiven Maßnahmen des Staates unter der Aktion „Operation Freiheit“ (Operación Libertad) erweitert. Dabei werden schon Jugendliche, die lediglich eine Tätowierung einer Mara aufweisen, verhaftet. Ebenfalls im August 2003 wurde das sogenannte „Anti-Mara-Gesetz“ verabschiedet. Jugendliche, denen die Zugehörigkeit zu einer Mara nachgewiesen werden kann, können zu Haftstrafen von neun bis zwölf Jahren verurteilt werden. Im Dezember 2004 wurde das Höchststrafmaß auf 30 Jahre festgesetzt. Am 27. Januar 2005 wurde José Manuel Zelaya Rosales neuer Präsident von Honduras. Er versprach die Schaffung eines Ausbildungsprogrammes zur gesellschaftlichen Integration von Mitgliedern der Mara-Salvatrucha-Banden sowie die Erhöhung der Polizeikräfte.
Im Juni 2009 gelang 18 inhaftierten Mitgliedern der Mara 18 der Ausbruch aus dem Gefängnis in San Pedro Sula. Die zum Teil wegen Mordes verurteilten Verbrecher gruben einen 15 Meter langen Tunnel in ein Nachbarhaus, welches durch ein Dutzend weiterer Mara-18-Mitglieder in ihre Gewalt gebracht wurde. Mit bereitgestellten Fahrzeugen gelang ihnen die Flucht. Zwei der Flüchtigen waren an der Entführung und Ermordung des 14-jährigen Edwin Palacios beteiligt. Der Bruder des in England spielenden Fußballprofis Wilson Palacios wurde 2008 in Honduras entführt. Die Entführer forderten Lösegeld von dem honduranischen Nationalspieler. Schließlich wurde Edwin Palacios im Mai 2009 tot in einem Dorf aufgefunden.

### El Salvador
In El Salvador ist das Vorgehen gegen die Maras zum integrierten Teil der Wahlkampfpolitik des Landes geworden. Am 22. Juli 2003 verkündete Präsident Flores den Plan „Mano Dura“ (Harte Hand), mit dem das neue Anti-Mara-Gesetz (Ley Antimaras) verabschiedet wurde. Hierin wird für die Mitgliedschaft zu einer Mara das Höchststrafmaß auf fünf Jahre Haft festgesetzt und straffällige Jugendliche ab zwölf Jahren werden strafrechtlich wie Erwachsene behandelt. Die Mitgliedschaft zu einer Mara kann nach diesem Gesetz allein schon auf das äußere Erscheinungsbild – Tätowierungen – der Jugendlichen zurückgeführt werden. Die meisten Richter in El Salvador wenden das Gesetz jedoch aus Mangel an Verhältnismäßigkeit zur Verfassung des Landes nicht an.
2010 brachte der Sicherheitsminister Henry Campos eine erneute Gesetzesinitiative auf den Weg, die die Mitgliedschaft bei den Maras mit mehrjährigen Haftstrafen ahndet. Als Reaktion darauf kam es am 20. Juni 2010 in Mejicanos, einem Vorort von San Salvador, zum Massaker von Mejicanos, bei dem vier Mitglieder der Maras einen Bus anhielten, die Passagiere erschossen und schließlich den Bus anzündeten. Dabei kamen 14 Personen ums Leben. Das Gesetz trat im September 2010 in Kraft, woraufhin die Maras einen Transportstreik ausriefen, der den Handel in drei Tagen 40 Millionen Dollar kostete.
Der 2019 ins Amt gekommene Präsident Nayib Bukele erklärte den Kampf gegen die Bandenkriminalität zu einem seiner wichtigsten Ziele. In der Folge verhängte er den Ausnahmezustand, wodurch Verhaftungen ohne Haftbefehl durchgeführt werden konnten und bis Ende 2022 rund 58.000 Bandenmitglieder (auch anderer Organisationen) verhaftet wurden.

### Guatemala
In Guatemala spielt die Bekämpfung der Mara politisch nur eine untergeordnete Rolle. Präsident Alfonso Portillo leitete Anfang August 2003 den „Plan Escoba“ (Plan Besen) ein. Dieser lehnt sich stark an den Plan der Mano Dura von El Salvador an. Neben dem Plan Escoba wurden verschiedene Gesetzesvorlagen zur Verschärfung der Verfolgung der Mara umgesetzt. Im Gegensatz zu den anderen lateinamerikanischen Ländern wird in Guatemala die Armee eingesetzt. Präventivmaßnahmen werden von staatlicher Seite aus kaum betrieben.

### Vereinigte Staaten
Am 13. Juli 2017 überstellten Beamte der ICE ein MS-13-Bandenmitglied an die Polizei in El Salvador.
Bei der Operation Matador im Juni 2017 wurden im Großraum New York City 45 Gang-Mitglieder verhaftet, darunter 39 der MS-13, zwei Sureños, ein Mitglied der 18th Street Gang, eines der Latin Kings, eines der Los Niños Malos und eines der Patria.

## Auftreten in Filmen
- Die Gang hat einen kurzen Auftritt im Film Training Day (2001).
- Einige der Hauptfiguren im Film Sin nombre (2009) stellen Gangmitglieder der Mara Salvatrucha im mexikanischen Bundesstaat Chiapas dar. Viele der gezeigten Darstellungen entsprechen den tatsächlichen Ritualen der Gang.